# Palermo-Montecarlo
La Palermo-Montecarlo è una regata velica annuale che si svolge nel Mediterraneo tra Palermo e Montecarlo. 
Si svolge dal 2005, nella seconda metà di agosto, per iniziativa del Circolo della Vela Sicilia, con sede a Palermo, e dello Yacht Club de Monaco, con sede a Montecarlo; dall'edizione 2013 lo Yacht Club Costa Smeralda collabora all'organizzazione della regata.
La Palermo-Montecarlo ha visto la partecipazione di barche famose e la presenza dei velisti più acclamati. Nelle edizioni 2010, 2011 e 2012 protagonista assoluto è stato il super maxi Esimit Europa 2, che ha alternato a bordo il fuoriclasse tedesco Jochen Schümann (4 medaglie olimpiche nella vela), il timoniere italiano Flavio Favini (all'attivo partecipazioni olimpiche e in Coppa America), il giovane emergente Alberto Bolzan, e nomi di grande peso nella vela a partire dall'ex di Azzurra Tiziano Nava. E non va dimenticato che già nel 2008 l'armatore Igor Simcic era stato al via della Palermo-Montecarlo con la prima Esimit Europa, ovvero la ex gloriosa Riviera di Rimini.
Il percorso prevede la partenza dal Golfo di Mondello e l'arrivo nelle acque antistanti il porto Hercule di Montecarlo, dall'edizione 2013 è stato istituito un cancello nelle acque antistanti lo Yacht Club Costa Smeralda. L'edizione del 2020 non si è disputata a causa della pandemia da Coronavirus.

## Albo d'oro - Trofeo Angelo Randazzo
Il 1º classificato in tempo compensato nella classifica overall della flotta con il maggior numero di partenti, è il vincitore della Palermo-Montecarlo. 
Il vincitore sarà premiato con la consegna del “Trofeo Angelo Randazzo”, Trofeo Challenge perpetuo.
| Edizione | Imbarcazione      | Modello       | Armatore                        | Circolo                              |
| -------- | ----------------- | ------------- | ------------------------------- | ------------------------------------ |
| 2005     | Fata Turchina     | First 40.7    | Grazia Alia/Toti Cucciardi      | Società Canottieri Palermo           |
| 2006     | Amer Sports One   | VOR 70        | Agostino Randazzo               | Circolo della Vela Sicilia           |
| 2007     | Out of the Reach  | Maxi 60       | Guido Miani                     | Yacht Club de Monaco                 |
| 2008     | Out of the Reach  | Maxi 60       | Guido Miani                     | Yacht Club de Monaco                 |
| 2009     | Libertine         | Comet 45      | Gabriele Bruni                  | Circolo Canottieri Roggero di Lauria |
| 2010     | Esimit Europa 2   | Maxi 100      | Igor Simčič                     | Yacht Club de Monaco                 |
| 2011     | Cochina           | First 40      | Piergiorgio Fabbri              | Circolo Canottieri Roggero di Lauria |
| 2012     | Team Lauria       | Cookson 50    | Fulvio Garajo/Germana Tognella  | Circolo Canottieri Roggero di Lauria |
| 2013     | Extra 1           | X 41          | Massimo Barranco/Gabriele Bruni | Circolo Canottieri Roggero di Lauria |
| 2014     | Pita Maha         | X 40          | Renzo Grottesi                  | Club Vela Portocivitanova            |
| 2015     | Extra 1           | X 41          | Massimo Barranco                | Circollo Della Vela Sicilia          |
| 2016     | Scricca           | Comet 38S     | Leonardo Servi                  | Yacht Club Punta Ala                 |
| 2017     | L'Ottavo Peccato  | M37           | Francesco De Nicolo             | Circolo della Vela Bisceglie         |
| 2018     | Tonnerre de Glen  | Ker 46 Custom | Tian Dominique                  | Societè Nautique de Marseille        |
| 2019     | Primavista Lauria | Felci Ice 52  | Gaetano Figlia di Granara       | Club Canottieri Roggero di Lauria    |
| 2021     | Joy               | J122          | Edoardo Bonanno                 | Circolo della Vela Sicilia           |
| 2022     | Tonnerre de Glen  | Ker 46 Custom | Tian Dominique                  | Societè Nautique de Marseille        |
| 2023     | Joy               | JPK 1010      | Dave Butters                    | Parkstone Yacht Club Poole           |

## Albo d'oro - Trofeo Giuseppe Tasca d'Almerita
La prima imbarcazione a tagliare la linea di arrivo in tempo reale a Montecarlo è premiata con il “Trofeo Giuseppe Tasca d'Almerita” - First boat cross the finishing line”
| Edizione | Imbarcazione           | Modello    | Tempo      |
| -------- | ---------------------- | ---------- | ---------- |
| 2005     | Steinlager 2           | Maxi Ketch | 73h54'11"  |
| 2006     | Amer Sports One        | VOR 70     | 55h25'15"  |
| 2007     | Steinlager 2           | Maxi Ketch | 62h:03'19" |
| 2008     | Senso One              | Maxi 140   | 52h11'48"  |
| 2009     | Idea                   | Maxi 70    | 76h01'15"  |
| 2010     | Esimit Europa 2        | Maxi 100   | 48h52'21"  |
| 2011     | Esimit Europa 2        | Maxi 100   | 50h52'30"  |
| 2012     | Esimit Europa 2        | Maxi 100   | 62h47'00"  |
| 2013     | B2 Monaco Racing Fleet | TP 52      | 66h08'30"  |
| 2014     | B2 Monaco Racing Fleet | TP 52      | 70h37'52"  |
| 2015     | Esimit Europa 2        | Maxi 100   | 47h46'48"  |
| 2016     | Rambler 88             | Maxi 88    | 58h14'11"  |
| 2017     | Lucky                  | Maxi 60    | 66h46'03"  |
| 2018     | Rambler 88             | Maxi 88    | 67h34'30"  |
| 2019     | Vera                   | Maxi 84    | 65h13'01"  |
| 2021     | Arca Sgr               | Maxi 100   | 59h03'08"  |
| 2022     | Lady First III         | Mylius 60  | 59h47'06"  |
| 2023     | Black Jack             | Maxi 100   | 55h03'06"  |

## Campionati collegati
La Palermo - Montecarlo è valida per l'assegnazione di punti per i seguenti campionati:
- Campionato Italiano Offshore - (Coeff. 2.5)[2];
- Trofeo d'Altura del Mediterraneo[3];
- Championnat et Trophees Inshore et Offshore Mediterranee en Equipages-IRC[4].